# Scottish FA Cup 1876/77
Der Scottish FA Cup wurde 1876/77 zum 4. Mal ausgespielt. Der wichtigste schottische Fußballpokalwettbewerb begann im September 1876 und endete mit dem zweiten Wiederholungsendspiel am 13. April 1877 im Hampden Park von Glasgow. Der FC Vale of Leven konnte durch einen 3:2-Sieg über die Glasgow Rangers, bei der vierten Austragung zum ersten Mal den Titel gewinnen. In der 5. Runde hatte Vale of Leven den zuvor dreimaligen Sieger dieses Wettbewerbs, den FC Queen’s Park bezwungen. In den folgenden beiden Jahren 1878 und 1879 konnte Vale of Leven ebenfalls den Pokal in Schottland gewinnen. Ab dem Jahr 1877 konnte der Schiedsrichter einen Platzverweis erteilen.

## 1. Runde
Ausgetragen wurden die Begegnungen im September 1876. Die Mannschaften die im jeweiligen Wiederholungsspiel Unentschieden gegeneinander spielten kamen eine Runde weiter.
|                                    | Ergebnis |                                      |
| ---------------------------------- | -------- | ------------------------------------ |
| FC Arthurlie                       | 3:0      | FC Drumpellier                       |
| Ayr Thistle                        | 1:0      | FC Beith                             |
| FC Barrhead                        | 4:0      | Hamilton Academical 1                |
| FC Blythswood                      | 2:1      | FC Possilpark                        |
| FC Busby                           | 2:0      | FC Renfrew                           |
| FC Caledonian                      | 2:1      | FC Standard                          |
| FC Clydesdale                      | 6:0      | FC Craig Park                        |
| FC Crosshill                       | 2:1      | FC Hyde Park Loco Works              |
| FC Cumnock                         | 1:2      | FC Portland                          |
| FC Dumbarton                       | 1:1      | FC Renton                            |
| FC Dumbreck                        | 3:1      | FC Dennistoun                        |
| FC Dumfries                        | w/o      | FC Ardrossan                         |
| Dunfermline Athletic               | w/o      | Heart of Midlothian                  |
| FC Eastern                         | 1:1      | Alexandra Athletic                   |
| FC St. Andrews Edinburgh           | 1:0      | FC Grasshoppers                      |
| FC Edinburgh Swifts                | 2:1      | FC Lenzie                            |
| Edinburgh Thistle                  | 5:0      | FC Hanover                           |
| FC Girvan                          | 3:2      | FC Dean                              |
| FC Govan                           | w/o      | FC Western                           |
| Hamilton Academical1               | 2:0      | FC Thornhill                         |
| FC Kilbirnie                       | 5:0      | FC Maybole Carrick                   |
| FC Kilmarnock                      | Freilos  |                                      |
| 1st Lanark Rifle Volunteers        | 0:1      | FC South Western                     |
| FC Lancefield                      | 2:0      | FC Parkgrove                         |
| FC Lennox                          | 3:0      | FC Alclutha                          |
| FC Levern Hurlet                   | 0:1      | FC Airdrie                           |
| FC Mauchline                       | 5:0      | FC Winton                            |
| FC Northern                        | 12:00    | FC Telegraphists                     |
| FC Partick                         | 3:1      | FC Havelock                          |
| FC Queen’s Park                    | 7:0      | FC Sandyford                         |
| Glasgow Rangers                    | 4:1      | FC Queen’s Park Juniors              |
| 23rd Renfrewshire Rifle Volunteers | 2:0      | FC Thornliebank                      |
| Renton Thistle                     | 0:0      | Vale of Leven Rovers                 |
| FC St. Andrews                     | w/o      | FC Ayr Eglinton                      |
| FC Star of Leven                   | 4:0      | 10th Dumbartonshire Rifle Volunteers |
| FC St. Clement’s Dundee            | 1:0      | 3rd Edinburgh Rifle Volunteers       |
| FC Stonelaw                        | 3:0      | FC Shotts                            |
| Third Lanark                       | 6:0      | FC Ramblers                          |
| FC Towerhill                       | 2:1      | Glasgow Rovers                       |
| FC Vale of Leven                   | 1:0      | FC Helensburgh                       |
| FC West End                        | 2:0      | 4th Renfrew Rifle Volunteers         |

### Wiederholungsspiele
|                      | Ergebnis |                |
| -------------------- | -------- | -------------- |
| Alexandra Athletic   | 1:0      | FC Eastern     |
| FC Renton            | 0:2      | FC Dumbarton   |
| Vale of Leven Rovers | 1:1      | Renton Thistle |

## 2. Runde
Ausgetragen wurden die Begegnungen im Oktober 1876. Die 23rd Renfrewshire Rifle Volunteers traten nicht zur zweiten Runde an.
|                         | Ergebnis |                      |
| ----------------------- | -------- | -------------------- |
| FC Barrhead             | 4:0      | FC Airdrie           |
| FC Busby                | Freilos  |                      |
| FC Clydesdale           | 0:0      | Third Lanark         |
| FC Dumbreck             | 2:0      | FC South Western     |
| FC Edinburgh Swifts     | 1:0      | Edinburgh Thistle    |
| FC Girvan               | 4:0      | FC Dumfries          |
| Hamilton Academical     | 2:1      | Dunfermline Athletic |
| FC Kilbirnie            | 0:1      | Ayr Thistle          |
| FC Lancefield           | 2:0      | FC Crosshill         |
| FC Lennox               | 5:1      | Renton Thistle       |
| FC Mauchline            | 2:1      | FC Kilmarnock        |
| FC Northern             | 4:0      | Alexandra Athletic   |
| FC Partick              | 5:1      | FC Blythswood        |
| FC Portland             | 2:0      | FC St. Andrews 1     |
| FC Queen’s Park         | 7:0      | FC Caledonian        |
| Glasgow Rangers         | 8:0      | FC Towerhill         |
| FC Star of Leven        | 0:4      | FC Dumbarton         |
| FC St. Clement’s Dundee | 1:1      | FC St. Andrews 1     |
| FC Stonelaw             | 0:4      | FC Arthurlie         |
| FC Vale of Leven        | 7:0      | Vale of Leven Rovers |
| FC West End             | 1:0      | FC Govan             |

### Wiederholungsspiele
|                         | Ergebnis  |                  |
| ----------------------- | --------- | ---------------- |
| Third Lanark            | 4:0       | FC Clydesdale    |
| FC St. Clement’s Dundee | unbekannt | FC St. Andrews 1 |

## 3. Runde
Ausgetragen wurden die Begegnungen im November 1876. Die Mannschaften die im jeweiligen Wiederholungsspiel Unentschieden gegeneinander spielten kamen eine Runde weiter.
|                     | Ergebnis |                         |
| ------------------- | -------- | ----------------------- |
| Ayr Thistle         | 1:0      | FC Dumbreck             |
| FC Edinburgh Swifts | 1 1:1 1  | FC West End             |
| Hamilton Academical | 0:0      | FC Busby                |
| FC Lancefield       | 3:0      | FC Girvan               |
| FC Lennox           | 1:0      | FC Dumbarton            |
| FC Mauchline        | 7:0      | FC Portland             |
| FC Northern         | 2:1      | FC St. Clement’s Dundee |
| FC Partick          | 2:0      | FC Barrhead             |
| FC Queen’s Park     | 7:0      | FC Arthurlie            |
| FC Vale of Leven    | 1:0      | Third Lanark            |

### Wiederholungsspiel
|          | Ergebnis |                     |
| -------- | -------- | ------------------- |
| FC Busby | 0:0      | Hamilton Academical |

## 4. Runde
Ausgetragen wurden die Begegnungen im November 1876.
|                  | Ergebnis |                     |
| ---------------- | -------- | ------------------- |
| Ayr Thistle      | w/o      | FC Partick          |
| FC Lancefield    | 2:0      | Hamilton Academical |
| FC Lennox        | 4:0      | FC Edinburgh Swifts |
| FC Queen’s Park  | 4:0      | FC Northern         |
| Glasgow Rangers  | 3:0      | FC Mauchline        |
| FC Vale of Leven | 4:0      | FC Busby            |

## 5. Runde
Ausgetragen wurden die Begegnungen im Dezember 1876.
|                  | Ergebnis |                 |
| ---------------- | -------- | --------------- |
| Ayr Thistle      | 1:0      | FC Lancefield   |
| Glasgow Rangers  | 3:0      | FC Lennox       |
| FC Vale of Leven | 2:1      | FC Queen’s Park |

## Halbfinale
Ausgetragen wurde die Begegnung im Januar 1877.
|                  | Ergebnis |                  |
| ---------------- | -------- | ---------------- |
| FC Vale of Leven | 9:0      | FC Vale of Leven |
| Glasgow Rangers  | Freilos  |                  |

## Finale
| FC Vale of Leven                                                     | FC Vale of Leven | Glasgow Rangers | Glasgow Rangers |
| -------------------------------------------------------------------- | --- | --- | --------------- |
| FC Vale of Leven                                                     | \| 17. März 1877 um 15:00 Uhr (Ortszeit) in Glasgow (Hamilton Crescent) \| \| Ergebnis: 1:1 (0:0) \| \| Zuschauer: 12.000 \| \| Schiedsrichter: James Kerr ( Schottland) \| \| Spielbericht \| | \| 17. März 1877 um 15:00 Uhr (Ortszeit) in Glasgow (Hamilton Crescent) \| \| Ergebnis: 1:1 (0:0) \| \| Zuschauer: 12.000 \| \| Schiedsrichter: James Kerr ( Schottland) \| \| Spielbericht \| | Glasgow Rangers |
| FC Vale of Leven                                                     | Robert Paton | John McDougall (?., Eigentor) | Glasgow Rangers |
| 17. März 1877 um 15:00 Uhr (Ortszeit) in Glasgow (Hamilton Crescent) | | |                 |
| Ergebnis: 1:1 (0:0)                                                  | | |                 |
| Zuschauer: 12.000                                                    | | |                 |
| Schiedsrichter: James Kerr ( Schottland)                             | | |                 |
| Spielbericht                                                         | | |                 |

## Wiederholungsfinale
| FC Vale of Leven                                                     | FC Vale of Leven | Glasgow Rangers | Glasgow Rangers |
| -------------------------------------------------------------------- | --- | --- | --------------- |
| FC Vale of Leven                                                     | \| 7. April 1877 um 15:00 Uhr (Ortszeit) in Glasgow (Hamilton Crescent) \| \| Ergebnis: 1:1 n. V. (0:1) \| \| Zuschauer: 14.000 \| \| Schiedsrichter: James Kerr ( Schottland) \| \| Spielbericht \| | \| 7. April 1877 um 15:00 Uhr (Ortszeit) in Glasgow (Hamilton Crescent) \| \| Ergebnis: 1:1 n. V. (0:1) \| \| Zuschauer: 14.000 \| \| Schiedsrichter: James Kerr ( Schottland) \| \| Spielbericht \| | Glasgow Rangers |
| FC Vale of Leven                                                     | John McDougall | William Dunlop | Glasgow Rangers |
| 7. April 1877 um 15:00 Uhr (Ortszeit) in Glasgow (Hamilton Crescent) | | |                 |
| Ergebnis: 1:1 n. V. (0:1)                                            | | |                 |
| Zuschauer: 14.000                                                    | | |                 |
| Schiedsrichter: James Kerr ( Schottland)                             | | |                 |
| Spielbericht                                                         | | |                 |

## Wiederholungsfinale 2
| FC Vale of Leven                                                 | FC Vale of Leven | Glasgow Rangers | Glasgow Rangers |
| ---------------------------------------------------------------- | --- | --- | --------------- |
| FC Vale of Leven                                                 | \| 13. April 1877 um 15:00 Uhr (Ortszeit) in Glasgow (Hampden Park) \| \| Ergebnis: 3:2 (1:0) \| \| Zuschauer: 7.500 \| \| Schiedsrichter: James Kerr ( Schottland) \| \| Spielbericht \| | \| 13. April 1877 um 15:00 Uhr (Ortszeit) in Glasgow (Hampden Park) \| \| Ergebnis: 3:2 (1:0) \| \| Zuschauer: 7.500 \| \| Schiedsrichter: James Kerr ( Schottland) \| \| Spielbericht \| | Glasgow Rangers |
| FC Vale of Leven                                                 | James Watson (?., Eigentor) John Baird Robert Paton | William McNeil Peter Campbell | Glasgow Rangers |
| 13. April 1877 um 15:00 Uhr (Ortszeit) in Glasgow (Hampden Park) | | |                 |
| Ergebnis: 3:2 (1:0)                                              | | |                 |
| Zuschauer: 7.500                                                 | | |                 |
| Schiedsrichter: James Kerr ( Schottland)                         | | |                 |
| Spielbericht                                                     | | |                 |